# 褚健
褚健（1963年4月—），男，浙江淳安人，中国工业控制学家，浙江大学原副校长。

## 生平
褚健1982年毕业于浙江大学工业自动化专业。1984年获同校的硕士学位。1989年获京都大学博士学位。1989年至1991年在浙江大学做博士后研究，1991年后在浙大任教，2005年起任副校长。曾任长江学者特聘教授、浙江大学先进控制研究所所长、工业控制技术国家重点实验室主任、浙大中控自动化公司总经理等职。
2013年6月26日，林建华担任浙江大学校长，受到抵制。有传闻称褚健曾是抵制浙大新校长任命的“幕后推手”。2013年10月18日，浙江省人民检察院以涉嫌贪污罪对褚健立案侦查，11月5日被逮捕。褚健被免去一切职务。2017年1月16日，在被羁押三年三个月后，褚健案在湖州中院开庭宣判，判处有期徒刑三年三个月，其表示认罪悔罪。1月18日刑满释放后，回到其创办的浙大中控。

## 贪腐案
2012年3月，中央第六巡视组进驻浙江大学，收到匿名信举报褚健论文抄袭、当副校长期间贪污数亿、向国外转移资产、乱搞男女关系等。随后，中纪委驻教育部监察局调查组于2012年6月进驻浙大，重点调查褚健。2013年1月，国家审计署上海特派办重新审计褚健在浙江大学的科研项目和中控集团。2013年10月19日，褚健被刑拘；11月3日，涉嫌贪污科研经费等罪名被逮捕。2015年2月，浙江湖州市检察院提起公诉，指褚健犯有贪污罪，挪用公款罪，行贿罪，职务侵占罪，挪用资金罪，故意销毁会计凭证、会计账簿罪等，狱中褚健一直坚持自己无罪，浙大教授、师生、中控系列公司员工等800余人则联署为褚健取保候审作保。案件被指“中国高校最大腐败案”，检方称褚健“在案发期间先后采取行贿、销毁证据等非法手段阻碍、对抗调查和侦查，社会影响恶劣”。2015年2月褚健被首次提起公诉，并在随后不断延期，到2016年12月16日已经7次延期。最终，2017年1月16日，褚健被浙江省湖州市中级人民法院判处有期徒刑三年三个月，并处罚金人民币五十万元，对贪污所得财物予以追缴。

## 学术贡献
褚健提出了时滞系统状态空间建模方法、发展了多种系统控制方法。尤其在非线性系统控制上多有创建。他开发了SUPCON JX系列集散控制系统，推动了国内大型自动化装备的制造；研发JL系列无纸记录仪，属国内首创；发展多套现场总线控制技术、智能仪表;开发了AdvanTrol-PIMS)、(APC-Suite等一系列控制软件高新技术产品，并形成了产业化。